# Ryonbong
Ryonbong General Corp. (còn được gọi là Korea Ryonbong General Corporation, hoặc Korea Yonbong General Corporation, hay LYONGAKSAN General TRADING CORPORATION) là một tập đoàn thuộc sở hữu của chính phủ Bắc Triều Tiên liên quan đến xuất khẩu kim loại, tài nguyên khoáng sản và máy móc. Tập đoàn này có nhiều văn phòng chi nhánh ở nhiều quốc gia. Nó từng sở hữu một phần của nhà máy sản xuất ô tô Pyonghwa Motors ở Nampo trong một liên doanh với Phong trào Thống nhất của Hàn Quốc trước khi Pyonghwa trở thành một phần của nhà nước Bắc Triều Tiên.

## Trừng phạt
Tập đoàn Ryonbong General Corp. từng bị áp đặt lệnh cấm vận vũ khí hạt nhân của Liên Hợp Quốc kể từ tháng 11 năm 2006.